# Magiczny czworokąt
Magiczny czworokąt – potoczna nazwa czterech głównych celów polityki gospodarczej, do których zaliczamy:
- stały wzrost gospodarczy, mierzony stopą wzrostu produktu krajowego brutto,
- pełne zatrudnienie – stan, w którym może występować jedynie bezrobocie frykcyjne (ok. 2–3%),
- stabilność poziomu cen – stan, w którym stopa inflacji utrzymuje się na poziomie ok. 2–4%,
- równowagę zewnętrzną – równowagę obrotów pomiędzy krajem a zagranicą, przejawiającą się w zrównoważonym bilansie płatniczym.

Magiczne właściwości czworokąta przejawiają się w tym, iż możliwe jest jednoczesne osiągnięcie co najwyżej dwóch celów, które ze sobą nie konkurują. Przykładem celów zgodnych są wzrost gospodarczy i pełne zatrudnienie. Za cele pozostające w opozycji uważa się natomiast stabilność cen i pełne zatrudnienie oraz wzrost gospodarczy i równowagę zewnętrzną.
Trzy pierwsze cele należą do sfery realnej, podczas gdy równowagę zewnętrzną możemy zaliczyć do sfery monetarnej. Podział ten stanowi podstawę przyporządkowania realizacji poszczególnych celów różnym podmiotom. Za realizację celów ze sfery realnej odpowiada rząd, a ze sfery monetarnej – bank centralny.
Koncepcja magicznego czworokąta ulegała stopniowemu rozszerzaniu. Po dodaniu do powyższych czterech celów społecznej sprawiedliwości w podziale dochodu narodowego (poprawy alokacji czynników produkcji oraz rozdziału dochodu) otrzymano magiczny pięciokąt. W koncepcji magicznego sześciokąta uwzględniono dodatkowo równowagę ekologiczną.